# Kartaly
Kartaly (en russe : Карталы) est une ville de l'oblast de Tcheliabinsk, en Russie, et le centre administratif du raïon de Kartaly. Sa population s'élevait à 26 679 habitants en 2023.

## Géographie
Kartaly est située dans la vallée de la rivière Kartaly-Aïat, un affluent de rive gauche de la rivière Aïat, donc de la Tobol. Elle se trouve à 239 km — 330 km par la route — au sud-ouest de Tcheliabinsk, mais aussi à 169 km de Magnitogorsk, à 190 km de Troitsk et à 1'850 km de Moscou.
Kartaly est un centre ferroviaire important. Elle est reliée par le train à Magnitogorsk et Tcheliabinsk dans l'oblast de Tcheliabinsk, mais aussi à Orsk dans l'oblast d'Orenburg et à Kostanaï au Kazakhstan.

## Histoire
La ville de Kartaly se trouve sur le site occupé autrefois par un village cosaque fondé en 1843. Kartaly se développa en 1914-1915 pendant la construction de la voie ferrée Troïtsk - Orsk. La gare de Kartaly fut construite en 1917.
Kartaly reçut le statut de commune urbaine le 20 juin 1933 et celui de ville le 17 avril 1944.
En 2005, Kartaly annexa la ville fermée de Lokomotivny, après la dissolution de la 59e division de missiles qui y était basée. Lokomotivny se trouve immédiatement au sud-ouest de Kartaly.

## Population
Recensements (*) ou estimations de la population
| 1939*  | 1959*  | 1970*  | 1979*  | 1989*  |
| ------ | ------ | ------ | ------ | ------ |
| 13 707 | 33 917 | 42 801 | 38 905 | 37 132 |

| 2002*  | 2006   | 2010*  | 2012   | 2013   |
| ------ | ------ | ------ | ------ | ------ |
| 29 908 | 29 400 | 29 131 | 28 875 | 28 763 |

| 2017   | 2021   | - | - | - |
| ------ | ------ | - | - | - |
| 28 577 | 27 103 | - | - | - |

Composition ethnique: Russes (89,5 %), Ukrainiens (2,7 %), Kazakhs (2,3 %), Tatars (2,1 %).

## Économie
L'économie de la ville repose avant tout sur le nœud ferroviaire sud-ouralien, qui est l'entreprise fondatrice de la ville. Il existe de nombreuses entreprises ferroviaires. La ville abrite l'élévateur "Kartalinsky", qui fabrique des produits de boulangerie. Elle accueille notamment une usine de pierre concassée appelée LLC "Stroitelny Kamen", l'usine CJSC "Mikheevsky GOK" (usine d'extraction et de traitement à Varna MR), l'usine "Mikromramor", une nouvelle usine d'extraction de pierre concassée pour la construction dans la colonie de Poltava et un certain nombre d'autres. Le développement et l'octroi de licences aux entreprises d'extraction et de traitement des minéraux dans le district de Kartalinsky sont en cours.

## Religion
Kartaly est le siège du doyenné orthodoxe du même nom, dépendant de l'éparchie de Magnitogorsk.